# Риџвеј (Мисури)
Риџвеј (енгл. Ridgeway) град је у америчкој савезној држави Мисури.

## Демографија
По попису из 2010. године број становника је 464, што је 66 (-12,5%) становника мање него 2000. године.
| Група             | 2000.       | 2010.       |
| Белци             | 509 (96,0%) | 453 (97,6%) |
| Афроамериканци    | 0 (0,0%)    | 1 (0,2%)    |
| Азијати           | 3 (0,6%)    | 3 (0,6%)    |
| Хиспаноамериканци | 11 (2,1%)   | 4 (0,9%)    |
| Укупно            | 530         | 464         |